# Ryan Vikedal
Ryan Vikedal (* 9. květen 1975, Brooks, Alberta, Kanada) je bývalý bubeník kanadské rockové skupiny Nickelback. Vyrůstal v Brooks v provincii Alberta. První bicí soupravu dostal ke svým 11. narozeninám. Jeho první skupina se jmenovala The Piemyn, ve které hrál během studia na střední škole. Pak šel na univerzitu Grand McEwan College do Edmontonu. Vydělával si hraním jazzové hudby v barech. Má staršího bratra Darrena a sestru Shelley.